# Wanda Kisiel
Wanda Kisiel (ur. 21 stycznia 1946 w Sieteszy, zm. 19 marca 2018 w Krakowie) – polska chemiczka i fitochemiczka, profesor nauk farmaceutycznych, wieloletnia kierowniczka Zakładu Fitochemii Instytutu Farmakologii PAN w Krakowie; członkini Rady Naukowej IF PAN; sekretarz (1984–1996), a następnie przewodnicząca (1999–2011) Komisji Leku Naturalnego i Biotechnologii Komitetu Terapii i Nauk o Leku PAN; członkini Editorial Advisory Board czasopisma „Herba Polonica”.i

## Życiorys
Urodziła się 21 stycznia 1946 jako Wanda Kamycka we wsi Sietesz w województwie podkarpackim. Uczęszczała do liceum w Łańcucie, które ukończyła w 1964 rokui.
Studiowała na Wydziale Farmaceutycznym Akademii Medycznej w Krakowie (obecnie Collegium Medicum Uniwersytetu Jagiellońskiego). W 1969 roku uzyskała dyplom magistra farmacji, broniąc pracę pt. „Wpływ temperatury na przeżywalność Toxoplasma gondii”i
W 1969 roku podjęła pracę w Zakładzie Fitochemii Instytutu Farmakologii Polskiej Akademii Nauk (obecnie: Instytut Farmakologii im. Jerzego Maja PAN). Początkowo jako stażystka-inżynier badała alkaloidy indolowe pod opieką dr Heleny Tomczyk. W 1973 roku odbyła staż w Instytucie Chemii Organicznej PAN w Warszawie, współpracując z prof. Włodzimierzem Daniewskim (laktony seskwiterpenowe pochodzenia grzybowego). Następnie zrealizowała staż naukowy w Instytucie Chemii Organicznej i Biochemii Czechosłowackiej Akademii Nauk w Pradze, kierowanym przez prof. Františka Šorma, co pogłębiło jej specjalizację w chemii związków naturalnychi
W 1975 roku uzyskała stopień doktora nauk przyrodniczych na podstawie rozprawy Badania fitochemiczne nad laktonami seskwiterpenowymi i flawonoidami Vernonia flexuosa Sims. W 1987 roku uzyskała stopień doktora habilitowanego nauk farmaceutycznych w specjalności farmacja, prezentując badania nad laktonami seskwiterpenowymi z Crepis capillaris – izolacją i określeniem struktur trzech nowych guaianolidów oraz czterech nowych glikozydów laktonowych.
W latach 1981–1988 pełniła obowiązki kierowniczki Zakładu Fitochemii Instytutu Farmakologii PAN, a od 1988 roku kierowała Zakładem samodzielniei. W 1991 roku, dzięki stypendium DAAD, odbyła staż naukowy na Technische Universität Berlin w zespole prof. Ferdinanda Bohlmanna, nawiązując stałą współpracę m.in. z dr Jasminem Jakupoviciemi
W 1995 roku otrzymała tytuł naukowy profesora nauk farmaceutycznych .Zawodowo była związana z Instytutem Farmakologii PAN przez 45 lat – od 15 października 1969 roku do 31 grudnia 2014 roku.
Zmarła 19 marca 2018 roku w Krakowie. Została pochowana na Cmentarzu Parafialnym pw. św. Franciszka z Asyżu w Zabierzowie (woj. małopolskie).

## Badania i działalność naukowa
Badania prof. Wandy Kisiel koncentrowały się na metabolitach wtórnych roślin, przede wszystkim na terpenoidach (laktony seskwiterpenowe) plemienia Cichorieae (Cichorium, Lactuca, Taraxacum, Crepis). Obejmowały one: opisy nowych związków i rewizje struktur (m.in. w Cichorium intybus), badania kultur „owłosionych korzeni” i biosyntezy metabolitów, ocenę aktywności biologicznej wybranych związków (m.in. efektów przeciwbólowych i sedatywnych guaianolidów – laktucyny i pochodnych), oraz analizy zależności struktura–aktywność (m.in. jako inhibitorów czynnika transkrypcyjnego NF-κB).
Wieloletnia kierowniczka Zakładu Fitochemii instytutu Farmakologii PAN i członkini Rady Naukowej IF PAN; w Komisji Leku Naturalnego i Biotechnologii Komitetu Terapii i Nauk o Leku PAN pełniła funkcje: sekretarz (1984–1996) i przewodnicząca (1999–2011). Od 1996 roku była członkinią Komitetu Terapii i Nauk o Leku PAN. Zasiadała w Editorial Advisory Board „Herba Polonica”
Była promotorką czterech doktorów, opiekunką prac magisterskich i staży; działała jako recenzentka, promotorka w wielu przewodach. Jej dorobek obejmuje ok. 130 prac oryginalnych indeksowanych w Web of Science/Scopus. Występowała także jako recenzentka w komisjach habilitacyjnych m.in. na Warszawskim Uniwersytecie Medycznym.

## Współpraca naukowa
Prof. Wanda Kisiel współpracowała z wieloma zespołami badawczymi zarówno w Instytucie Farmakologii PAN, jak i na uczelniach medycznych w Polsce. W Instytucie Farmakologii PAN ściśle współpracowała z prof. Anna Wesołowska — związana z Instytutem oraz Wydziałem Farmaceutycznym Collegium Medicum UJ — oraz z prof. Ewą Chojnacką-Wójcik, również emerytowaną pracowniczką IF PAN.
Na uczelniach medycznych w Polsce współpracowała m.in.:
- na Wydziale Farmaceutycznym Collegium Medicum UJ – z prof.  Stanisław Kohlmünzerem (związanym z CM UJ oraz Farmakologią PAN), prof. Janem Grzybkiem, prof. Jadwigą Robak, prof. Haliną Ekiert i prof. Zbigniewem Janeczką,
- na Uniwersytecie Medycznym w Łodzi – z prof. Haliną Wysokińską,
- na Uniwersytecie Medycznym w Poznaniu – z prof. Gerardem Nowakiem,
- na Uniwersytecie Medycznym w Lublinie – z dr hab. Renatą Nowak.

Utrzymywała także bliskie kontakty naukowe z ośrodkami zagranicznymi, m.in.:
- w Niemczech – z prof. Siegfriedem Huneckiem (Leibniz-Institut für Pflanzenbiochemie w Halle), prof. Jasminem Jakupoviciem (Institut für Pharmazeutische Biologie, Freie Universität Berlin) oraz prof. Irmgard Merfort (Institute of Pharmaceutical Sciences, University of Freiburg),
- we Włoszech – z prof. Mauriziem Brunem (Sapienza – Università di Roma) oraz prof. Franco Piozzim (Università degli Studi di Napoli Federico II),
- w Austrii – z prof. Christianem Zidornem (Department of Pharmacognosy, University of Innsbruck),
- w Izraelu – z prof. Alexem Beharavem (Institute of Evolution, University of Haifa),
- w Czechach – z prof. Alešem Lebedą (Department of Botany and Plant Physiology, Palacký University in Olomouc)k[3].

Do najważniejszych efektów tej współpracy należały publikacje na temat działania sedatywnego i przeciwbólowego ekstraktów oraz wyizolowanych laktonów seskwiterpenowych z Lactuca virosa L. i Cichorium intybus L. u myszy, a także badania nad zależnością struktura–aktywność (SAR) laktonów seskwiterpenowych jako inhibitorów czynnika transkrypcyjnego NF-κB

## Wyróżnienia i międzynarodowe odniesienia
Wanda Kisiel została ujęta w zestawieniu World’s Top 2% Scientists na 2023 rok opracowywanym przez zespół z Uniwersytet Stanforda we współpracy z Elsevier i SciTech Strategies. Zestawienie Top 2% bazuje na znormalizowanych wskaźnikach cytowań (m.in. h-index, hm-index, złożony c-score) i rozróżnia dwie kategorie wpływu: „career-long” (dorobek całożyciowy) i „single-year” (dla danego roku).
Jej dorobek jest szeroko uznawany w środowisku międzynarodowym. W 2019 roku czasopismo Herba Polonica (t. 65, nr 1, s. 71–72) opublikowało memoriał poświęcony pamięci prof. Wandy Kisiel.. W tym samym roku w renomowanym czasopiśmie Phytochemistry ukazał się obszerny przegląd autorstwa Shulhy i Zidorna, jednoznacznie dedykowany pamięci prof. Wandy Kisiel i podsumowujący stan wiedzy (2008–2017) o laktonach seskwiterpenowych jako markerach chemosystematycznych w plemieniu Cichorieae).
Współpracownicy z Instytutu oraz ogólnie środowisko naukowe podkreślali jej rangę jako ekspertki w spektroskopii i identyfikacji związków pochodzenia naturalnego — szczególnie umiejętność rozpoznawania struktur na podstawie z "widma NMR” — a także konsekwentne rozwijanie badań nad terpenoidamii

## Wybrane publikacje
- W. Kisiel, K. Zielińska. Guaianolides from Cichorium intybus and structure revision of Cichorium sesquiterpene lactones. „Phytochemistry”. 57 (4), s. 523–527, 2001. DOI: 10.1016/S0031-9422(01)00072-3. PMID: 11394851. (ang.).
- J. Malarz, A. Stojakowska, W. Kisiel. Sesquiterpene Lactones in a Hairy Root Culture of Cichorium intybus. „Zeitschrift für Naturforschung C”. 57 (11–12), s. 994–997, 2002. DOI: 10.1515/znc-2002-11-1207. PMID: 12562083. (ang.).
- A. Wesołowska, A. Nikiforuk, K. Michalska, W. Kisiel i inni. Analgesic and sedative activities of lactucin and some lactucin-like guaianolides in mice. „Journal of Ethnopharmacology”. 107 (2), s. 254–258, 2006. DOI: 10.1016/j.jep.2006.03.003. PMID: 16621374. (ang.).
- K. Michalska, E. Szneler, W. Kisiel. Sesquiterpene lactones from Lactuca canadensis and their chemotaxonomic significance. „Phytochemistry”, 2013. DOI: 10.1016/j.phytochem.2013.02.005. PMID: 23522933. (ang.).
- W. Kisiel, B. Barszcz. Further sesquiterpenoids and phenolics from Taraxacum officinale. „Fitoterapia”. 71 (3), s. 269–273, 2000. DOI: 10.1016/S0367-326X(99)00158-6. PMID: 10844166. (ang.).
- W. Kisiel, K. Michalska. A new coumarin glucoside ester from Cichorium intybus. „Fitoterapia”. 73 (6), s. 544–546, 2002. DOI: 10.1016/S0367-326X(02)00172-7. PMID: 12385886. (ang.).
- W. Kisiel, K. Michalska. Sesquiterpenoids and phenolics from Cichorium endivia var. crispum. „Fitoterapia”. 77 (5), s. 354–357, 2006. DOI: 10.1016/j.fitote.2006.04.009. PMID: 16797141. (ang.).
- K. Michalska, W. Kisiel. Sesquiterpene lactones from Taraxacum obovatum. „Planta Medica”. 69 (2), s. 181–183, 2003. DOI: 10.1055/s-2003-37702. PMID: 12624831. (ang.).
- A. Stojakowska, J. Malarz, W. Kisiel. Sesquiterpene Lactones in Tissue Culture of Lactuca virosa. „Planta Medica”. 60 (1), s. 93–94, 1994. DOI: 10.1055/s-2006-959419. PMID: 17236022. (ang.).
- W. Kisiel, D. Gromek. Sesquiterpene lactones from Lactuca saligna. „Phytochemistry”. 34 (6), s. 1644–1646, 1993. DOI: 10.1016/S0031-9422(00)90864-1. (ang.).
- W. Kisiel. Sesquiterpene lactone glycosides from Crepis capillaris. „Phytochemistry”. 23 (9), s. 1955–1958, 1984. DOI: 10.1016/S0031-9422(00)84949-3. (ang.).
- W. Kisiel, S. Kohlmünzer. Ixerin F from Crepis biennis. „Planta Medica”. 53 (4), s. 390, 1987. DOI: 10.1055/s-2006-962749. (ang.).
- W. Kisiel, J. Jakupović. Long-chain alkyl hydroxycinnamates from Crepis taraxacifolia. „Planta Medica”. 61 (1), s. 87–88, 1995. DOI: 10.1055/s-2006-958012. PMID: 17238064. (ang.).